# Coreia do Sul nos Jogos Olímpicos de Inverno de 2010

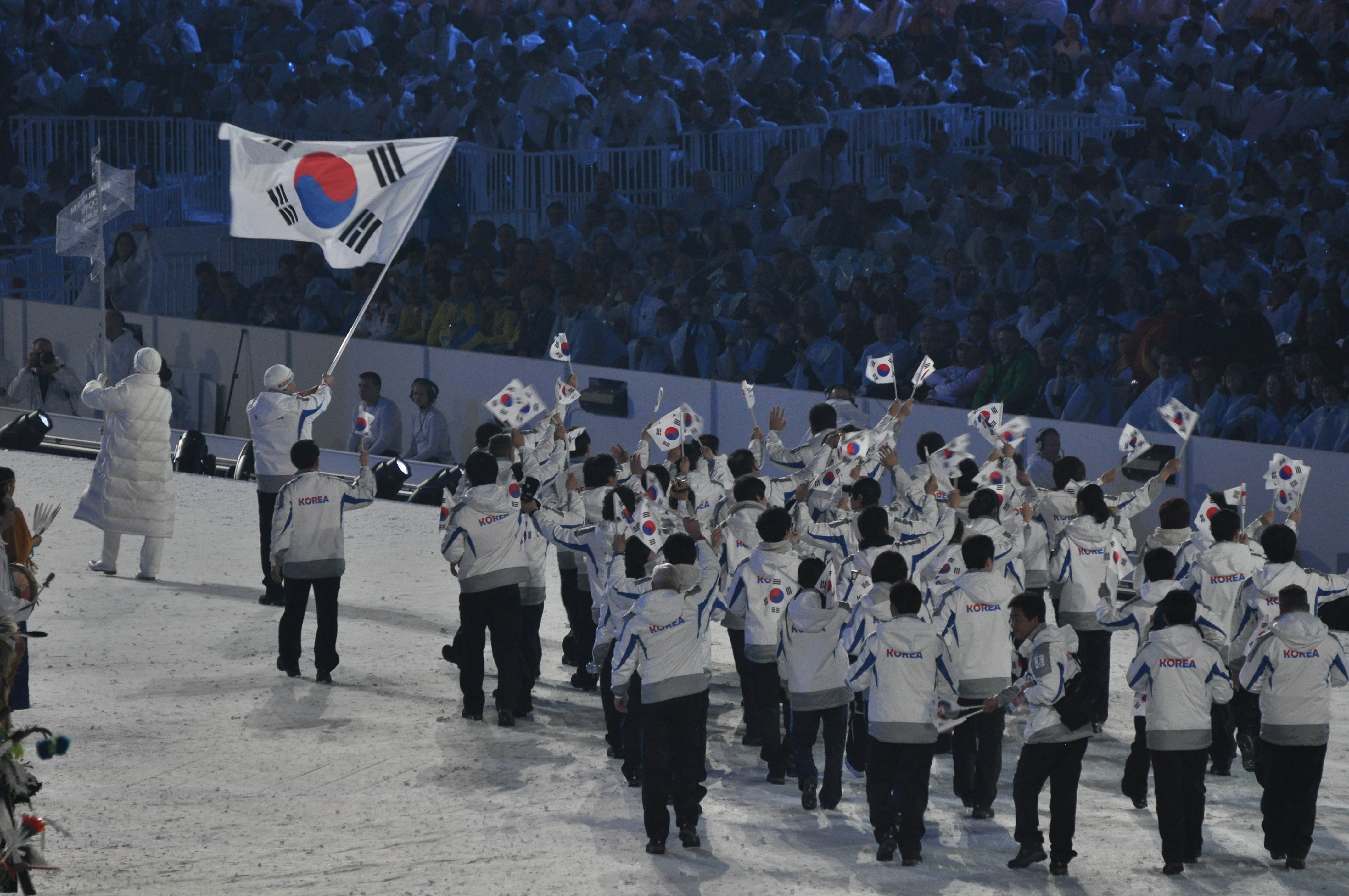
Delegação sul-coreana durante a cerimônia de abertura.

A Coreia do Sul participou dos Jogos Olímpicos de Inverno de 2010, realizados em Vancouver, no Canadá. O país estreou em Olimpíadas de Inverno em 1948 e participa regularmente desde os Jogos de 1956.

### 

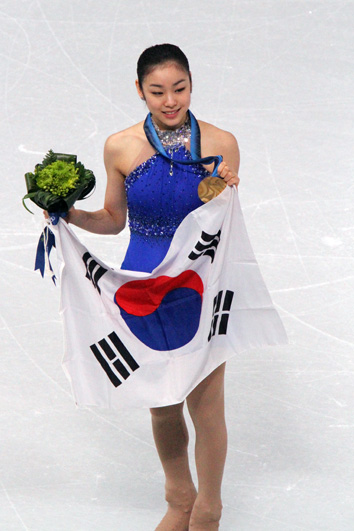
Kim Yu-Na conquistou a medalha de ouro no individual feminino.

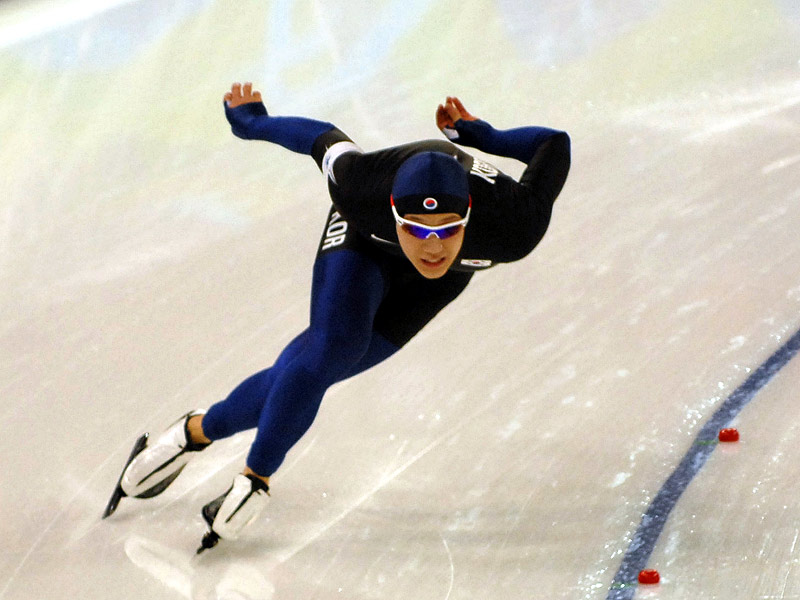
Mo Tae-Bum conquistou duas medalhas em Vancouver.

## Medalhas
| Atleta                                                        | Esporte                                | Evento                       | Medalha |
| ------------------------------------------------------------- | -------------------------------------- | ---------------------------- | ------- |
| Lee Jung-Su                                                   | Patinação de velocidade em pista curta | 1500 m masculino             | Ouro    |
| Mo Tae-Bum                                                    | Patinação de velocidade                | 500 m masculino              | Ouro    |
| Lee Sang-Hwa                                                  | Patinação de velocidade                | 500 m feminino               | Ouro    |
| Lee Jung-Su                                                   | Patinação de velocidade em pista curta | 1000 m masculino             | Ouro    |
| Lee Seung-Hoon                                                | Patinação de velocidade                | 10000 m masculino            | Ouro    |
| Kim Yu-Na                                                     | Patinação artística                    | Individual feminino          | Ouro    |
| Lee Seung-Hoon                                                | Patinação de velocidade                | 5000 m masculino             | Prata   |
| Mo Tae-Bum                                                    | Patinação de velocidade                | 1000 m masculino             | Prata   |
| Lee Ho-Suk                                                    | Patinação de velocidade em pista curta | 1000 m masculino             | Prata   |
| Lee Eun-Byul                                                  | Patinação de velocidade em pista curta | 1500 m feminino              | Prata   |
| Sung Si-Bak                                                   | Patinação de velocidade em pista curta | 500 m masculino              | Prata   |
| Kwak Yoon-Gy Lee Ho-Suk Lee Jung-Su Sung Si-Bak Kim Seoung-Il | Patinação de velocidade em pista curta | Revezamento 5000 m masculino | Prata   |
| Park Seung-Hi                                                 | Patinação de velocidade em pista curta | 1500 m feminino              | Bronze  |
| Park Seung-Hi                                                 | Patinação de velocidade em pista curta | 1000 m feminino              | Bronze  |

## Desempenho

### Biatlo
Feminino
| Atleta     | Evento     | Final   | Final       | Final   |
| Atleta     | Evento     | Tempo   | Penalidades | Posição |
| ---------- | ---------- | ------- | ----------- | ------- |
| Mun Ji-Hee | Velocidade | 22:34.1 | 2 (1+1)     | 63º     |
| Mun Ji-Hee | Individual | 48:53.9 | 5 (0+0+2+3) | 73º     |

Masculino
| Atleta     | Evento     | Final   | Final       | Final   |
| Atleta     | Evento     | Tempo   | Penalidades | Posição |
| ---------- | ---------- | ------- | ----------- | ------- |
| Lee In-Bok | Velocidade | 27:34.1 | 4 (1+3)     | 65º     |
| Lee In-Bok | Individual | 56:24.5 | 4 (2+0+0+2) | 71º     |

### Bobsleigh
Masculino
| Atleta                                               | Evento  | Final      | Final      | Final      | Final      | Final   | Final |
| Atleta                                               | Evento  | 1ª corrida | 2ª corrida | 3ª corrida | 4ª corrida | Total   | Pos.  |
| ---------------------------------------------------- | ------- | ---------- | ---------- | ---------- | ---------- | ------- | ----- |
| Kang Kwang-Bae Kim Jung-Su Lee Jin-Hee Kim Dong-Hyun | Equipes | 52.76      | 52.53      | 52.92      | 52.92      | 3:31.13 | 19º   |

### Esqui alpino
Feminino
| Atleta      | Evento         | Corrida 1 | Corrida 2 | Total   | Pos. |
| ----------- | -------------- | --------- | --------- | ------- | ---- |
| Kim Sun-Joo | Slalom gigante | 59.70     | 1:00.33   | 2:00.03 | 46º  |
| Kim Sun-Joo | Slalom         | 1:23.88   | 1:20.70   | 2:44.58 | 49º  |

Masculino
| Atleta         | Evento         | Corrida 1 | Corrida 2 | Total | Pos. |
| -------------- | -------------- | --------- | --------- | ----- | ---- |
| Jung Dong-Hyun | Slalom         | DNF       | DNF       | DNF   | DNF  |
| Kim Woo-Sung   | Slalom gigante | DSQ       | DSQ       | DSQ   | DSQ  |
| Kim Woo-Sung   | Slalom         | DNF       | DNF       | DNF   | DNF  |

### Esqui cross-country
Feminino
| Atleta       | Evento                | Final   | Final |
| Atleta       | Evento                | Tempo   | Pos.  |
| ------------ | --------------------- | ------- | ----- |
| Lee Chae-Won | 10 km livre           | 27:56.0 | 53º   |
| Lee Chae-Won | Perseguição combinada | 47:34.6 | 58º   |

Masculino
| Atleta      | Evento      | Final   | Final |
| Atleta      | Evento      | Tempo   | Pos.  |
| ----------- | ----------- | ------- | ----- |
| Lee Jun-Gil | 15 km livre | 39:51.6 | 79º   |

### Esqui estilo livre
Feminino
| Atleta       | Evento | Preliminar | Preliminar | Final       | Final       |
| Atleta       | Evento | Pontos     | Pos.       | Pontos      | Pos.        |
| ------------ | ------ | ---------- | ---------- | ----------- | ----------- |
| Seo Jung-Hwa | Moguls | 20.88      | 21º        | Não avançou | Não avançou |

### Luge
Masculino
| Atleta   | Evento     | Final      | Final      | Final      | Final      | Final    | Final |
| Atleta   | Evento     | 1ª corrida | 2ª corrida | 3ª corrida | 4ª corrida | Total    | Pos.  |
| -------- | ---------- | ---------- | ---------- | ---------- | ---------- | -------- | ----- |
| Lee Yong | Individual | 50.549     | 50.607     | 51.012     | 51.128     | 3:23.296 | 36º   |

### Patinação artística
| Atleta        | Evento              | Programa curto | Programa curto | Programa longo | Programa longo | Total  | Total           |
| Atleta        | Evento              | Pontos         | Pos.           | Pontos         | Pos.           | Pontos | Pos.            |
| ------------- | ------------------- | -------------- | -------------- | -------------- | -------------- | ------ | --------------- |
| Kim Yu-Na     | Individual feminino | 78.50          | 1º             | 150.06         | 1º             | 228.56 | Medalha de ouro |
| Kwak Min-Jung | Individual feminino | 53.16          | 16º            | 102.37         | 12º            | 155.53 | 13º             |

### Patinação de velocidade
Feminino
| Atleta         | Evento      | Corrida 1 | Corrida 1 | Corrida 2 | Corrida 2 | Final   | Final           |
| Atleta         | Evento      | Tempo     | Pos.      | Tempo     | Pos.      | Tempo   | Pos.            |
| -------------- | ----------- | --------- | --------- | --------- | --------- | ------- | --------------- |
| Ahn Jee-Min    | 500 metros  | 39.595    | 30º       | 39.549    | 31º       | 79.14   | 31º             |
| Oh Min-Jee     | 500 metros  | 39.816    | 33º       | 39.768    | 33º       | 79.58   | 32º             |
| Lee Bo-Ra      | 500 metros  | 39.396    | 26º       | 39.406    | 28º       | 78.80   | 26º             |
| Lee Sang-Hwa   | 500 metros  | 38.249    | 1º        | 37.850    | 2º        | 76.09   | Medalha de ouro |
| Lee Sang-Hwa   | 1000 metros |           |           |           |           | 1:18.24 | 23º             |
| Kim You-Lim    | 1000 metros |           |           |           |           | DNF     | DNF             |
| Lee Ju-Youn    | 1500 metros |           |           |           |           | 2:03.67 | 33º             |
| Lee Ju-Youn    | 3000 metros |           |           |           |           | 4:18.87 | 23º             |
| Noh Seon-Yeong | 1500 metros |           |           |           |           | 2:02.84 | 30º             |
| Noh Seon-Yeong | 3000 metros |           |           |           |           | 4:17.36 | 19º             |
| Park Do-Yeong  | 3000 metros |           |           |           |           | 4:20.92 | 26º             |

| Equipe                                   | Evento                  | Quartas-de-final  | Semifinal        | Final                      | Final |
| Equipe                                   | Evento                  | Adversário Tempo  | Adversário Tempo | Adversário Tempo           | Pos.  |
| ---------------------------------------- | ----------------------- | ----------------- | ---------------- | -------------------------- | ----- |
| Lee Ju-Youn Noh Seon-Yeong Park Do-Yeong | Perseguição por equipes | JPN Japão D +4.56 | Não avançou      | Final D RUS Rússia D +0.49 | 8º    |

Masculino
| Atleta         | Evento       | Corrida 1 | Corrida 1 | Corrida 2 | Corrida 2 | Final    | Final            |
| Atleta         | Evento       | Tempo     | Pos.      | Tempo     | Pos.      | Tempo    | Pos.             |
| -------------- | ------------ | --------- | --------- | --------- | --------- | -------- | ---------------- |
| Lee Kang-Seok  | 500 metros   | 35.053    | 4º        | 34.988    | 3º        | 70.041   | 4º               |
| Lee Ki-Ho      | 1000 metros  |           |           |           |           | 1:12.33  | 36º              |
| Lee Kyou-Hyuk  | 500 metros   | 35.145    | 10º       | 35.344    | 16º       | 70.48    | 15º              |
| Lee Kyou-Hyuk  | 1000 metros  |           |           |           |           | 1:09.92  | 9º               |
| Mun Joon       | 500 metros   | 35.552    | 20º       | 35.640    | 19º       | 71.19    | 19º              |
| Mun Joon       | 1000 metros  |           |           |           |           | 1:10.68  | 18º              |
| Mo Tae-Bum     | 500 metros   | 34.923    | 2º        | 34.906    | 2º        | 69.82    | Medalha de ouro  |
| Mo Tae-Bum     | 1000 metros  |           |           |           |           | 1:09.12  | Medalha de prata |
| Mo Tae-Bum     | 1500 metros  |           |           |           |           | 1:46.47  | 5º               |
| Ha Hong-Sun    | 1500 metros  |           |           |           |           | 1:49.93  | 31º              |
| Lee Jong-Woo   | 1500 metros  |           |           |           |           | 1:49.00  | 22º              |
| Lee Seung-Hoon | 5000 metros  |           |           |           |           | 6:16.95  | Medalha de prata |
| Lee Seung-Hoon | 10000 metros |           |           |           |           | 12:58.55 | Medalha de ouro  |

| Equipe                                  | Evento                  | Quartas             | Semifinal        | Final                      | Final |
| Equipe                                  | Evento                  | Adversário Tempo    | Adversário Tempo | Adversário Tempo           | Pos.  |
| --------------------------------------- | ----------------------- | ------------------- | ---------------- | -------------------------- | ----- |
| Ha Hong-Sun Lee Jong-Woo Lee Seung-Hoon | Perseguição por equipes | NOR Noruega D +0.03 | Não avançou      | Final C ITA Itália V -5.79 | 5º    |

### Patinação de velocidade em pista curta
Feminino
| Atleta                                                          | Evento             | Preliminar | Preliminar | Quartas  | Quartas | Semifinal   | Semifinal   | Final            | Final             |
| Atleta                                                          | Evento             | Tempo      | Pos.       | Tempo    | Pos.    | Tempo       | Pos.        | Tempo            | Pos.              |
| --------------------------------------------------------------- | ------------------ | ---------- | ---------- | -------- | ------- | ----------- | ----------- | ---------------- | ----------------- |
| Lee Eun-Byul                                                    | 500 metros         | 44.000     | 1º         | 44.582   | 2º      | 44.899      | 4º          | Final B 44.860   | 8º                |
| Lee Eun-Byul                                                    | 1500 metros        | 2:27.286   | 1º         |          |         | 2:24.318    | 1º          | 2:17.849         | Medalha de prata  |
| Cho Ha-Ri                                                       | 500 metros         | 44.313     | 2º         | 44.306   | 3º      | Não avançou | Não avançou | Não avançou      | Não avançou       |
| Cho Ha-Ri                                                       | 1000 metros        | 1:35.953   | 1º         | 1:30.543 | 2º      | 1:30.792    | 4º          | Final B 1:31.932 | 4º                |
| Cho Ha-Ri                                                       | 1500 metros        | 2:22.928   | 1º         |          |         | 2:35.492    | 3º ADV      | 2:18.831         | 5º                |
| Park Seung-Hi                                                   | 500 metros         | 44.221     | 1º         | DSQ      | DSQ     | Não avançou | Não avançou | Não avançou      | Não avançou       |
| Park Seung-Hi                                                   | 1000 metros        | 1:31.885   | 1º         | 1:30.769 | 1º      | 1:29.165    | 2º          | 1:29.379         | Medalha de bronze |
| Park Seung-Hi                                                   | 1500 metros        | 2:24.129   | 1º         |          |         | 2:20.859    | 1º          | 2:17.927         | Medalha de bronze |
| Cho Ha-Ri Choi Jung-Won Kim Min-Jung Lee Eun-Byul Park Seung-Hi | Revezamento 3000 m |            |            |          |         | 4:10.753    | 1º          | DSQ              | DSQ               |

Masculino
| Atleta                                                       | Evento             | Preliminar | Preliminar | Quartas  | Quartas | Semifinal | Semifinal | Final          | Final            |
| Atleta                                                       | Evento             | Tempo      | Pos.       | Tempo    | Pos.    | Tempo     | Pos.      | Tempo          | Pos.             |
| ------------------------------------------------------------ | ------------------ | ---------- | ---------- | -------- | ------- | --------- | --------- | -------------- | ---------------- |
| Kwak Yoon-Gy                                                 | 500 metros         | 42.147     | 1º         | 41.761   | 2º      | 41.620    | 3º        | Final B 42.123 | 4º               |
| Lee Ho-Suk                                                   | 500 metros         | 41.632     | 1º         | 41.269   | 1º      | 1:24.514  | 4º        | Final B 49.149 | 7º               |
| Lee Ho-Suk                                                   | 1000 metros        | 1:25.925   | 1º         | 1:24.980 | 1º      | 1:25.347  | 1º        | 1:23.801       | Medalha de prata |
| Lee Ho-Suk                                                   | 1500 metros        | 2:14.324   | 2º         |          |         | 2:14.833  | 1º        | DSQ            | DSQ              |
| Sung Si-Bak                                                  | 500 metros         | 41.889     | 1º         | 40.821   | 2º      | 41.126    | 2º        | 41.340         | Medalha de prata |
| Sung Si-Bak                                                  | 1000 metros        | 1:24.245   | 1º         | 1:24.570 | 1º      | 1:25.068  | 3º        | Final B DSQ    | Final B DSQ      |
| Sung Si-Bak                                                  | 1500 metros        | 2:14.836   | 1º         |          |         | 2:13.585  | 1º        | 2:45.010       | 5º               |
| Lee Jung-Su                                                  | 1000 metros        | 1:24.962   | 1º         | 1:25.822 | 1º      | 1:25.560  | 2º        | 1:23.747       | Medalha de ouro  |
| Lee Jung-Su                                                  | 1500 metros        | 2:12.380   | 1º         |          |         | 2:10.949  | 1º        | 2:17.611       | Medalha de ouro  |
| Kim Seong-Il Kwak Yoon-Gy Lee Ho-Suk Lee Jung-Su Sung Si-Bak | Revezamento 5000 m |            |            |          |         | 6:43.845  | 1º        | 6:44.446       | Medalha de prata |

### Salto de esqui
| Atleta          | Evento                  | Preliminar | Preliminar | 1ª rodada   | 1ª rodada   | Final       | Final       | Final       |
| Atleta          | Evento                  | Pontos     | Pos.       | Pontos      | Pos.        | Pontos      | Total       | Pos.        |
| --------------- | ----------------------- | ---------- | ---------- | ----------- | ----------- | ----------- | ----------- | ----------- |
| Choi Heung-Chul | Pista normal individual | 108.5      | 40º        | 95.0        | 48º         | Não avançou | Não avançou | Não avançou |
| Choi Heung-Chul | Pista longa individual  | 107.0      | 34º        | 56.3        | 49º         | Não avançou | Não avançou | Não avançou |
| Choi Yong-Jik   | Pista normal individual | 107.0      | 43º        | Não avançou | Não avançou | Não avançou | Não avançou | Não avançou |
| Choi Yong-Jik   | Pista longa individual  | 83.4       | 46º        | Não avançou | Não avançou | Não avançou | Não avançou | Não avançou |
| Kim Hyun-Ki     | Pista normal individual | 121.5      | 22º        | 107.0       | 30º         | Não avançou | Não avançou | Não avançou |
| Kim Hyun-Ki     | Pista longa individual  | 108.9      | 33º        | 78.0        | 42º         | Não avançou | Não avançou | Não avançou |

### Skeleton
| Atleta    | Evento    | 1ª corrida | 2ª corrida | 3ª corrida | 4ª corrida | Total   | Pos. |
| --------- | --------- | ---------- | ---------- | ---------- | ---------- | ------- | ---- |
| Cho In-Ho | Masculino | 54.46      | 54.42      | 54.28      | –          | 2:43.16 | 22º  |

### Snowboard
Halfpipe
| Atleta     | Evento    | Qualificatória | Qualificatória | Qualificatória | Semifinal   | Semifinal   | Semifinal   | Final       | Final       | Final       |
| Atleta     | Evento    | Corrida 1      | Corrida 2      | Pos.           | Corrida 1   | Corrida 2   | Pos.        | Corrida 1   | Corrida 2   | Pos.        |
| ---------- | --------- | -------------- | -------------- | -------------- | ----------- | ----------- | ----------- | ----------- | ----------- | ----------- |
| Kim Ho-Jun | Masculino | 8.4            | 25.8           | 12º            | Não avançou | Não avançou | Não avançou | Não avançou | Não avançou | Não avançou |

Legenda
| Recorde mundial      | Recorde mundial (World record)               |                       | Recorde africano                      | Recorde africano (African) |                                           | Q | Classificado por posição (Qualified) |
| Recorde olímpico     | Recorde olímpico (Olympic record)            | Recorde da América    | Recorde da América (Americas)         | q                          | Classificado por melhor tempo (Qualified) |   |                                      |
| Melhor marca do ano  | Melhor marca do ano (World leading)          | Recorde asiático      | Recorde asiático (Asian)              | DNS                        | Não largou (Did not start)                |   |                                      |
| Recorde nacional     | Recorde nacional (National record)           | Recorde europeu       | Recorde europeu (European)            | DNF                        | Não terminou (Did not finish)             |   |                                      |
| Recorde pessoal      | Recorde pessoal do atleta (Personal best)    | Recorde da Oceania    | Recorde da Oceania (Oceania)          | DSQ / DQ                   | Desclassificado (Disqualified)            |   |                                      |
| Recorde da temporada | Recorde da temporada do atleta (Season best) | Recorde sul-americano | Recorde sul-americano (South America) | NM                         | Sem marca (No mark)                       |   |                                      |